# Irene Becker (Unternehmensberaterin)
Irene Becker (* 16. Februar 1956 in Münster in Westfalen) ist eine deutsche Diplom-Kauffrau, Unternehmensberaterin, Coachin und Buchautorin.

## Leben
Irene Becker studierte Romanistik (Französisch und Spanisch) und Wirtschaftswissenschaften an der Westfälischen Wilhelms-Universität. Das Studium schloss sie im Jahr 1982 in Betriebswirtschaftslehre (BWL) als Diplom-Kauffrau ab. Anschließend machte sie eine Zusatzausbildung im Bereich Programmierung und Systemanalyse. Danach absolvierte sie eine mehrjährige psychologische Ausbildung in Deutschland, der Schweiz, England und den Vereinigten Staaten samt Hawaii.
Ab dem Jahr 1994 wirkte sie als selbstständige Unternehmensberaterin im Bereich Beratung, Personalentwicklung, Training und Coaching mit den Schwerpunkten Kommunikation und persönliche Weiterentwicklung. Das erste Buch Lieber schlampig glücklich als ordentlich gestresst. Wege aus der Perfektionismusfalle erschien im Jahr 2004 beim Campus-Verlag. Es folgten weitere einschlägige Bücher über Persönlichkeitsentwicklung und Lebensführung, die mehrere Auflagen erreichten und in die niederländische, litauische und chinesische Sprache übersetzt wurden.

## Bücher
- mit Jutta Meyer-Kles: Lieber schlampig glücklich als ordentlich gestresst. Wege aus der Perfektionismusfalle. Campus-Verlag, Frankfurt am Main 2004, ISBN 978-3-593-37430-7.
- Everybody's Darling, everybody's Depp. Tappen Sie nicht in die Harmoniefalle! Campus-Verlag, Frankfurt am Main 2005, ISBN 978-3-593-37772-8.
- Endlich Rose statt Mimose. Wie Sie lernen, nicht alles so schwer zu nehmen. Campus-Verlag, Frankfurt am Main 2007, ISBN 978-3-593-38097-1.
- Kein Angsthasenbuch. Warum sich Risikofreude für Frauen lohnt. Campus-Verlag, Frankfurt am Main 2009, ISBN 978-3-593-38706-2.
- Amoroskop. Wer wirklich zu mir passt. Hoffmann und Campe, Hamburg 2009, ISBN 978-3-455-38065-1.
- Benutzerhandbuch Mann. Hoffmann und Campe, Hamburg 2011, ISBN 978-3-455-38093-4.
- Ohne Leben fehlt dir was. Arbeiten kann jeder – genießen musst du! Campus-Verlag, Frankfurt am Main 2012, ISBN 978-3-593-39568-5.